# 천사들의 제국
천사들의 제국은 프랑스 소설가 베르나르 베르베르의 장편 소설이다. 타나토노트의 속편이다. 속편은 신이다.

## 스토리
타나토노트의 주요 등장인물 미카엘 팽송과 아망딘, 로즈는 죽고 윤회 판정을 받게 된다. 네 명이 다음 윤회를 하러 떠날때 미카엘의 수호천사 에밀 졸라가 선처를 바라('나는 고발합니다'라는 말을 반복하였다)서 윤회를 중지하고 천사로 승격된다. 마침 천사가 된 옛 친구 라울 라조르박과 프레디 메예르를 만나게 된 초보 천사 미카엘은 지도 천사 에드몽 웰즈에게 지도를 받게 되고, 작가가 되고 싶어 하는 프랑스 인, 예뻐지고 싶어 미스 유니버스를 꿈꾸는 미국인 흑인 소녀, 그리고 태아때부터 미움받던 러시아 인. 이 세 인간의 수호천사가 되어 그들의 삶을 함께 살아가게 된다..